# 東風平高根
東風平 高根（こちひら たかね、1970年12月3日 - ）は、日本のシンガーソングライター、音楽プロデューサー、イベントプロデューサー、ボイストレーナー、三線教室講師、沖縄県大宜味村広報大使である。沖縄県那覇市首里出身。地元沖縄を拠点としたローカルミュージシャン・ローカルタレントとして活動するアイタカのアイロウ（東風平愛郎・こちひら あいろう、1975年5月26日 - ）は実弟。

## 人物
医者を目指し予備校に通うために沖縄から上京。突然湧いて来るメロディに目覚め、アーティストを夢見ながらアルバイトとバンド活動を両立し様々なオーディションを受ける。1997年からギターの弾き語りでライブ活動をすると共にボイストレーナーとしても活動。2000年からは沖縄の固有の楽器・三線を取り入れたバンド「有限会社」を結成し沖縄居酒屋を中心にライブを行う。2004年、日本クラウンより、男女ユニット「東風（こち）」と名前を改めメジャー・デビュー。日本全国を廻りながら、沖縄居酒屋500本ライブを行ったり、和田アキ子とのデュエットソング「Mother's Kiss feat.東風 幸せのちから」への参加と楽曲提供、学校校歌の制作など、東風としての5年間で様々な事に精力的に取り組む。東風名義ではシングルCD1枚、アルバム4枚、DVD3枚をリリースした。2009年、東風としての活動終了後、東風平高根としてソロ活動を始め、三線一本を持って全国42カ所の都道府県を歌い歩く。2011年には札幌、東京、大阪、福岡、沖縄でのワンマンライブを敢行し、各会場ほぼ満員の盛況で成功を収める。2012年には初の海外公演・アメリカ西海岸ツアー（ラスベガス～ロサンゼルス）を行い（後述「Road to the BDK」を参照）大成功となった。2009年のソロ活動から2012年まではシングル1枚とアルバム3枚をリリースしている。

## 略歴
- 2008年
  - 千葉県立松戸特別支援学校校歌制作
- 2008年4月
  - 無針注射器キャンペーンソング[4]「Mother's Kiss feat.東風 幸せのちから」（和田アキ子アルバム「わだ家」[5]収録）の楽曲提供
- 2009年8月
  - 1stアルバム『everyday everywhere』
- 2010年5月
  - シングル『命どぅ宝』（2011年6月日本トランスオーシャン航空（JTA）機内音楽）
- 2011年1月
  - 2ndアルバム『PEACE!』
- 2012年
  - 4月、千葉県立大野特別支援学校大野学園校歌制作
  - 7月、3rdアルバム『想歌～ノスタルジア』

## Road to the BDK
日本武道館でのワンマンライブに目標を据え、実現に向けて活動を始める。2011年、「5年後には日本武道館でワンマンライブをやります!」と東風平が突然宣言したことから始まった。翌年には全国のファンを中心とした強力なサポートグループ「東風平高根円陣会」が結成され、2016年の日本武道館公演を実現するために活動を開始した。日本武道館を目指す活動は通常行っているライブとは一線を画し「Road to the BDK」（BDK＝武道館の略）として行われ、「ミッション～」が付けられている（以下、詳細後述）。

### ミッション1
- America West Coast Tour（2012年10月18日-28日）

初のアメリカツアーで、ロサンゼルス、ラスベガスなど計7カ所で公演。
- 10/19 JAPANESE RESTAURANT SATO-YA[7] LIVE @Las Vegas
- 10/20 AKI MATSURI JAPANESE FESTIVAL GUEST LIVE @Las Vegas
- 10/24 HABUYA Okinawan Dining[8] LIVE @California
- 10/25 Yamabuki Japanese Restaurant & Sushi Bar　LIVE @California
- 10/26 敬老ホーム慰問ライブ@California
- 10/27 北米沖縄県人会館ライブ@California

※最終日に訪れた北米沖縄県人会館では、この日のために書き下ろした楽曲「My hometown」を歌い初の海外公演を締めくくった。故郷を離れアメリカで暮らす同郷の先輩たちの想いを書き綴った。

### ミッション2
- Mt.RAINIER HALL 渋谷～高根、渋谷で歌うってよ～[9]（2012年11月29日）

東京・渋谷にある300名収容のライブホール「Mt.RAINIER HALL SHIBUYA PLEASURE PLEASURE」でワンマンライブを成功させる。関東以外からもファンが集まる。
- 場所：Mt.RAINIER HALL SHIBUYA PLEASURE PLEASURE
- 主催：東風平高根円陣会 with Talane Kochihira
- 協賛：神村酒造、ちゅらゆ〜な株式会社
- 協力：仲宮里 銀座 IN 沖縄　いいあんべぇ　居酒屋 こだま　沖縄そばゆんたく
- メンバー：東風平高根（Vo／三線／Gt）、小林俊太郎（Key）、佐小田亘（Dr）、池田森（Gt）、伊藤千明（Bass）、nacil（cho）、岡真樹子（Steel Pan）、栗栖香織（Hula）

### ミッション3
- 世界にHAIASAI! アメリカツアー2013（2013年4月8日-29日）

2度目になるアメリカツアーは桜が咲き誇る4月。シアトル、ダラス、ヒューストン、ロサンゼルス、サンフランシスコ、ラスベガスの6都市への遠征を行い、各地で行われるイベント「ヒューストン日本祭り」「サンフランシスコ桜祭り」「シアトル桜祭り」にゲストとしてライブを行った。
ワシントン州シアトル
- 4/8　「シアトル沖縄県人会　歓迎セレモニー」　@Kawabe Memorial House
- 4/9　「シアトル敬老」「JAPANESE CUISINE&BAR miyabi」 @seattle
- 4/10　「Delicious&Healthy I love Sushi」 @seattle

テキサス州ダラス  
- 4/12　「沖縄県人会　親睦ライブ」 @mitsuko's house

テキサス州ヒューストン
- 4/14　「Japan fesival」ゲスト出演　@Heamann Park

カリフォルニア州ロサンゼルス
- 4/16　「Canoga Bowl Banquet Room」 @Los Angeles
- 4/17　「Sinobu's house BBQ party」 @Los Angeles

カリフォルニア州サンフランシスコ
- 4/19
  - 「在サンフランシスコ日本国総領事館」表敬訪問　@Consulate-General of Japan in San Francisco
  - 「Cherry Blossom Festival 2013 Friendship Reception」 @Hotel Kabuki Sakura Room
- 4/20　「Cherry Blossom Festival 2013」ゲスト出演　@JAPANTOWN Peace Plaza
- 4/21　「Cherry Blossom Festival 2013 Grand parade」 @San Francisco City Hall～JAPANTOWN

ネバダ州ラスベガス
- 4/24
  - 「沖縄県人会　バースディパーティ　サプライズライブ」
  - 「PV用ビデオ撮影」 @Red rock canyon、Mead lake
- 4/25
  - 「PV用ビデオ撮影」 @Mt. Charleston
  - 「A Night In the Islands」 @JACL activity center
- 4/26　「JAPANESE RESTAURANT SATO-YA」 @Las Vegas

ワシントン州シアトル
- 4/27　「38th annual Seattle Cherry Blossom & Japanese Cultural festival」ゲスト出演　@seattle center
- 4/28
  - 「JAPANESE CUISINE&BAR miyabi」 @seattle
  - 「東風平高根　アメリカツアー　打ち上げ&BBQ」 @Mariko's house

### ミッション4
- 世界にHAISAI! From JAPAN（2013年11月2日）

東京・赤坂BLITZを満席にしてワンマンライブを行った。北は北海道、山形、金沢、大阪、南は福岡と日本各地からファンが集まり成功をおさめる。
- 場所：赤坂BLITZ
- 主催：NEXTROAD
- 企画制作：株式会社東風平高根事務所
- 後援：FLOOD TIDE RECORDS
- 協力　東風平高根 with 円陣会　ちゅら～な株式会社　居酒屋こだま　沖縄キッチン城　沖縄そばゆんたく 銀座 IN 沖縄いいあんべぇ　365サロンゴカフェ　島唄楽園　仲宮里　ふれあいラウンジ「ロイヤル」　琉球料理みやらび
- メンバー：東風平高根（Vo／三線／Gt）、小林俊太郎（Key）、佐小田亘（Dr）、池田森（Gt）、伊藤千明（Bass）、岡真樹子（Steel Pan）、栗栖香織（Hula）、Waikea Hula studio（さとみ、なつみ、ゆき）

会場は満席、2階席は立見も出るほどで、日本全国からファンが集結。物販ブースでは最新CD「DREAM OF ISLAND」の先行販売が行われたほか、限定100着の「ラグラン赤Tシャツ」が用意された。ステージではこれまでのライブとは違う構成が取り入れられ、オープニングムービーからライブがスタート。「DREAM OF ISLAND」収録曲がセットリストにラインナップしたほか、これまでのライブで名物だった「イーヤーサーサー」「ハーイーヤ」の掛け合いはあったもののカチャーシーを踊るタイミングはなく、代わりに新曲「O-kina-wa-Dance」のダンスで客席とのコール&レスポンスが行われ既存の曲も新たにアレンジが変更された。フラのダンサーも4人に増えるなど、これまでにも増してエンタテインメント性を向上させた。
セットリストは以下の通り。
- あなたと58号線
- 兄弟グラスとユガフ酒
- 愛の戦士
- 二人三脚
- 星の降る夜に
- ありがとうの歌
- 未来の約束もないままに
- 命どぅ宝～ぬちどぅたから～
- そばにいる
- オハナワラワラ
- ハイビスカスの花
- 58号線～那覇までの道
- 元気出して
- O-kina-wa-Dance
- 想い唄～ウムイウタ～
- にっこり生きよう
- みんなでひとつ
- ハイハイホー

### ミッション5
- はいさいamigo!amiga!中米編（2014年1月21日-2月13日）

ドミニカ共和国、ニカラグア、グアテマラへ。海外協力青年隊の支援で小学校や大学、様々な場所でライブを行う。貧しいながらも目を輝かせてライブを楽しむドミニカの子供たちから得たものは大きかった。

### ミッション号外
- はいさいamigo!amiga!メキシコ編（2014年4月14日-25日）

メキシコシティ、チアパス州へ。珍しく体調を崩したが予定のライブは決行。

### ミッション6
- ヒマラヤ・ガンジス・シルクロードを行く!（2014年5月1日-14日）

ネパール、インド、キルギスへ。キルギス国際マラソンの開会式で歌い、自ら走るという快挙を遂げる。各地から頂いたメッセージ幕を背に見事完走。

### ミッション7
- 日本全国オキナワダンスマラソン（2014年7月10日-10月18日）

47都道府県を廻り、各地でオキナワダンスの動画を撮影しYouTubeにアップ。参加人数は延べ5,000名を数えた。10月18日にラストを迎えた北海道札幌市「ちゅらうたや」では完走を祝い「金メダル」が贈られたほか、「完走おめでとうサプライズケーキ」が用意された。また、次の日（10月19日）に行われた市民マラソン「北海道ロードレース」にて東風平本人がハーフコースを走り、沖縄ダンスマラソンと同様完走を果たした。

### ミッション8
- うりずん大縁会～武道館へ行くぞ!エイエイオー!（2015年5月2日）

初のディナーショーをホテルニューオータニ東京芙蓉の間にて行う。琉球舞踊、エイサー、フラ、バイオリンなどを取り入れた新しい形のショーの演出であった。

### ミッション9
- 渋谷公会堂〜2015夏 一番暑い日（2015年8月17日）

満席では無かったが、全国各地からファンが集結した。

## 東風平高根と円陣会
募集はfacebookとライブ会場などで行われていて、誰でも参加OK。唯一の会員規定は「円陣会Tシャツ（3,000円）を購入し、ライブ時には着用すること」となっている。第1回の円陣会は2012年7月23日に有楽町の某居酒屋で24人が集まり、首都圏をはじめ北海道からも参加があった。会の名前の由来でもある円陣を組んだ記念写真はこの時が最初で、以後東風平高根円陣会の集まりでは恒例となっている。東風平の人柄に惚れ込んだ人、泣いて笑って元気になれるライブが好きで都合を付けて毎回足を運ぶ人、楽曲に魅せられた人、首都圏以外ではキャンペーンやツアーでご当地にやってきた時に必ず参加する人、仕事の都合や休みを合わせて国内はもとよりアメリカまでサポートとして同行する人など活動と関わりは人様々。2014年11月現在、首都圏の関東支部をはじめ、北海道（札幌）支部、逗子（湘南）支部、群馬支部、大阪支部、北陸支部、福岡支部、糸島（福岡）支部、那覇支部、アメリカ西海岸支部が結成されている。「Road to the BDK ミッション2　Mt.RAINIER HALL 渋谷～高根、渋谷で歌うってよ～」では会場の受付やCD販売、観客の案内などを行った。
東風平高根円陣会から派生した任意のグループ「東風平村～部」も盛んに活動していて、東風平と一緒にNAHAマラソンに参加する「東風平村マラソン部」では、個人参加として2013年東京マラソンに出場し、円陣会メンバーから熱烈な応援を受けて完走者も居る。ランナーとしてではなく、マラソンに出場するメンバーを応援する「東風平村マラソン部応援科」も新設（2013年6月4日追記）。東風平のワンマン公演で出演したプロのフラダンサー・栗栖香織を講師に招き「オハナワラワラ」「ハイビスカスの花」などのフラダンスを習得する「東風平村ダンス部フラダンス科」は、定期的にレッスンを行っているほか「東風平村蕎麦部」「東風平村英語部」（2013年3月現在）が発足している。
東風平高根のグッズの中で人気が高いのは公式Tシャツ。「ラグランTシャツ」「PEACE黄色Tシャツ」「Lakane（ハワイの言葉で太陽男の意）Tシャツ」「円陣会Tシャツ」「マラソン部赤Tシャツ」「マラソン部赤Tシャツ応援用」など様々なバリエーションがあり、ライブ参加時の連帯感と高揚のために着用率は高い。2013年に販売された「円陣会Tシャツ」は初期ロット300着、「Road to the BDK mission4 世界にHAISAI! From JAPAN」（赤坂BLITZ）の会場では限定100着の「ラグラン赤Tシャツ」が販売された。

## ディスコグラフィー

### シングル
- 『命どぅ宝～ぬちどぅたから～』（2010年5月1日）

1. 命どぅ宝～ぬちどぅたから～
2. 満月の夜
3. Fight

### アルバム
- 『Everyday Everywhere』（2009年8月31日）

1. あなたと58号線
2. 太陽ぬ光
3. チカラ
4. いつか見た夢を今日も追いかけながら
5. ハブ酒でロック
6. 小さな命
7. マラソン節
8. どんな時にでも

- 『PEACE!』（2011年1月19日）

1. 命どぅ宝 ～ぬちどぅたから～（Album Ver.）
2. おばーの唄
3. 三々五々
4. 一輪の花
5. ハイハイホー
6. みんなでひとつ
7. そばにいる
8. 恋の道
9. 島酒
10. ちむどんどんどん
11. ニヌファブシ〜北極星〜

- 『想歌～ノスタルジア』（2012年7月7日）

1. 想い唄～ウムイウタ～[11]
2. オハナワラワラ
3. ハイビスカスの花
4. 兄弟グラスとゆがふ酒
5. 夏の色 春の色
6. ひとこと
7. 結いの花

- 『HOME TOWN』（2013年4月8日）

1. 東西南北
2. 想い唄～ウムイウタ～
3. あなたと58号線
4. ちむどんどんどん
5. 素晴らしき世界
6. 命どぅ宝 ～ぬちどぅたから～[12]
7. ハブ酒でロック

- 『DREAM OF ISLAND』（2014年2月22日）

1. O-kina-wa-Dance
2. 未来の約束もないままに
3. 58号線〜那覇までの道
4. 愛の戦士
5. 二人三脚
6. 星の降る夜に
7. にっこり生きよう

- 『青夏』（2015年8月17日）

1. マイペース
2. 東京タワー
3. Hometown
4. 今日僕はダイバーになります
5. 地球に優しいラブソング
6. 僕らの島からメリークリスマス

## 出演
映画
- はなちゃんのみそ汁（主演：広末涼子、2015年）広末涼子への三線指導及び三線の先生役で出演。
- なんくるないさぁ劇場版（主演：仲田幸子、2021年）売れないミュージシャン金田哲夫役を好演、劇中の音楽を担当

テレビドラマ
- 連続テレビ小説 ちむどんどん（2022年9月21日・22日・28日）